# Scytalopteryx
Scytalopteryx là một chi bướm đêm thuộc phân họ Drepaninae.